# Glen Moray
Glen Moray (též: Glen Murray) je skotská palírna společnosti Glenmorangie plc nacházející se ve městě Elgin v hrabství Morayshire, jež vyrábí skotskou sladovou malt whisky.

## Historie
Palírna byla založena v roce 1897 a produkuje čistou sladovou malt whisky. Tato palírna začínala výrobou piva a po zvýšení poptávky přešla na whisky. V letech 1910 až 1923 byla uzavřena, stejně tak za druhé světové války. Produkuje whisky značky Glen Moray, což je dvanáctiletá whisky s obsahem alkoholu 40 %. Část produkce se míchá s whisky Highland Queen. Tato whisky je sladká, čistá a nepříliš silná.